# Pedro Marcos Ribeiro da Costa
Pedro Marcos Ribeiro da Costa (21 de outubro de 1921 - 2 de setembro de 2010) foi um bispo angolano da diocese de Saurimo quando da sua nomeação, em 3 de fevereiro de 1977, até sua aposentadoria em 15 de janeiro de 1997. Ele também continuou a ser o bispo emérito da diocese de Saurimo, até sua morte em 2010.